# Sergej Gorjačev
Sergej Vladimirovič Gorjačev (in russo Сергей Владимирович Горячев?; Ožerel'e, 22 ottobre 1970 – Prymors'k, 12 giugno 2023) è stato un generale russo impegnato nell'Invasione russa dell'Ucraina nel 2022, morto durante la controffensiva ucraina nell'estate 2023.

## Biografia
Gorjačev nacque il 22 ottobre 1970 nella città di Ožerel'e dell'oblast di Mosca, nell'allora RSFS Russa. Nel 1994 si è diplomato alla Scuola superiore di comando aviotrasportato delle guardie di Rjazan', venendo assegnato alle Truppe aviotrasportate russe come comandante di un plotone di ricognizione. Successivamente Gorjačev prestò servizio come assistente capo per la ricognizione di un reggimento e in seguito ricoprì i ruoli di vice comandante di una compagnia di ricognizione, comandante di una compagnia di ricognizione e comandante di un battaglione paracadutisti.
Dopo essersi laureato presso l'Accademia interforze delle forze armate russe nel 2008, divenne vice comandante di un reggimento paracadutisti e in seguito capo di stato maggiore di un reggimento d'assalto aereo.
Dal 2011 al 2013 fu vice comandante di una brigata fucilieri motorizzata della 6ª Armata combinata del Distretto militare occidentale. Nel marzo 2013 venne nominato capo del Gruppo operativo delle forze russe in Transnistria. Tornato in Russia venne nominato comandante della 27ª Brigata fucilieri motorizzata delle guardie. Il 14 novembre 2018 fu nominato comandante della 201ª Base militare russa in Tagikistan.

#### Guerra russo-ucraina
Nel 2022 Gorjačev fu sostituito come comandante della 201ª Base dal colonnello Evgenij Kovylin, venendo poi trasferito al comando della 5ª Brigata corazzata delle guardie. Alla guida della brigata ha preso parte all'invasione russa dell'Ucraina, entrando nel paese dalla Bielorussia e avanzando fino all'autostrada Žytomyr-Kiev. In quest'area diversi militari dell'unità si sono resi responsabili di crimini di guerra nei confronti della popolazione civile prima che il fallimento dell'offensiva su Kiev costringesse le forze russe al completo ritiro dall'Ucraina settentrionale. Successivamente l'unità è stata trasferita in Donbass, venendo schierata nell'area di Izjum, dove fra giugno e luglio ha subito ulteriori perdite attaccando il villaggio di Bohorodične. Investita dalla controffensiva ucraina nella regione di Charkiv a settembre 2022, la brigata è stata ritirata nelle retrovie per essere ricostituita.
Successivamente Gorjačev fu trasferito alla 35ª Armata combinata come primo vice comandante e capo di stato maggiore con il grado di maggior generale.

### Morte
Gorjačev morì il 12 giugno 2023 mentre si trovava presso una postazione di comando della 35ª Armata presso Prymors'k, nell'oblast' di Zaporižžja, a seguito di un attacco ucraino con un missile Storm Shadow. I funerali si sono svolti il 18 giugno a San Pietroburgo.